# 巴奇基彼得羅瓦茨

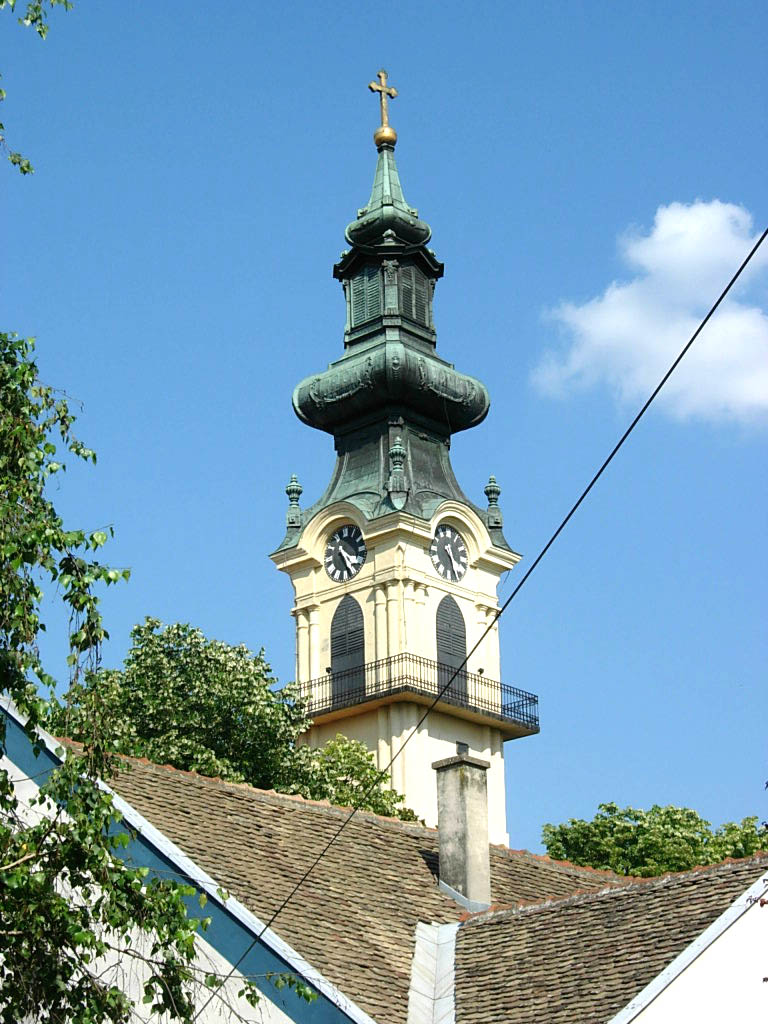

巴奇基彼得羅瓦茨是塞爾維亞的城鎮，由南巴奇卡州負責管轄，位於該國西北部，面積158平方公里，海拔高度87米，2011年人口6,063，其中六成居民信奉基督新教。

## 外部連結
- Bački Petrovac municipality （页面存档备份，存于） （塞爾維亞文） and （斯洛伐克文）
- Ján Kollár Grammar School （斯洛伐克文）
- Petrovec Online community （页面存档备份，存于） （斯洛伐克文）
- Unofficial presentation of town （斯洛伐克文） and （英文）
- Matica Slovenska v Juhoslavii （斯洛伐克文）
- Vladimír Hurban Vladimírov Theatre （斯洛伐克文）
- Hlas Ľudu weekly magazine （页面存档备份，存于） （斯洛伐克文）
- Photographs of Bački Petrovac